# FKグラシナツ・ソコラツ
FKグラシナツ・ソコラツ（FK Glasinac Sokolac）は、ボスニア・ヘルツェゴビナのスルプスカ共和国ソコラツをホームタウンとするサッカークラブである。

## 歴史
1936年に創設された。
1995年からプルヴァ・リーガRSに所属、2002年にFKレオタル・トレビニェ、FKコザラ・グラディシュカ、FKボラツ・バニャ・ルカ、FKムラドスト・ガツコ、FKルダル・ウグリェヴィクと共にスルプスカ共和国のクラブが参加した最初のプレミイェル・リーガに昇格した。プレミイェル・リーガには2002-03シーズンから2シーズン所属し、2003-04シーズンに降格した。
クラブは財政問題を抱え、2011年に解散した。同年、後継クラブとしてOFKグラシナツ2011 (OFK Glasinac 2011) が創設された。